# Juridisk Institut (Aarhus Universitet)
 For alternative betydninger, se Juridisk Institut. (Se også artikler, som begynder med Juridisk Institut)
Juridisk Institut er en del af Business and Social Sciences ved Aarhus Universitet. Instituttet er beliggende i Universitetsparken i Aarhus.
Instituttet forestår undervisning, forskning og formidling i jura.
Antallet af studerende på Instituttet er knap 2000, fordelt med ca. 1150 på bacheloruddannelsen, 750 på kandidatuddannelsen, 250 på deltidsuddannelsen og 22 på ph.d.-uddannelsen.
Der optages ca. 400 nye studerende på bacheloruddannelsen hvert år. Målt på antallet af studerende, er den århusianske jurauddannelse den næststørste i Danmark, efter Det Juridiske Fakultet på Københavns Universitet. Uddannelsen er målt på antal studerende den næststørste ved Aarhus Universitet, efter Lægevidenskab
Leder af Instituttet er professor dr.jur. Tine Sommer.

## Alternative Jurister
Alternative Jurister (AJ) er en af de tværpolitiske studenterforeninger på Jura, Aarhus Universitet. Oprettet i 1974 med det formål at varetage de jura-studerendes interesser. Oprindelig socialistisk forening men i dag tværpolitisk uden partipolitisk tilknytning. Strukturelt følger foreningen princippet om demokratisk centralisme, hvorfor der ikke er bestemt en formand. Er repæsenteret i Djøf, Akademisk Råd ved BSS, Det Juridiske Fagstudienævn og Jurrådet. Arrangerer årligt arrangementer for de jurastuderende herunder, "Klagernes Bord", Bezzerwizzer turnering og "Juristens Arbejdsområde". 

## Foreningen for Borgerlige Jurister
Foreningen for Borgerlige Jurister (FBJ), tidligere Konservative Jurister (KJ), er en anden af de studenterpolitiske foreninger på Jura. Aarhus Universitet. Foreningen blev stiftet i 1992 og har en borgerlig tilgang til studenterpolitikken uden nogen partipolitisk tilknytning. Foreningen stiller årligt op til Det Juridiske Studienævn, Akademisk Råd ved Business and Social Sciences samt bestyrelsen ved Aarhus Universitet. Foreningen for Borgerlige Jurister er desuden i frontgruppesamarbejde med Djøf Studerende. Gennem FBJ kan man ligeledes deltage i Det Juridiske Fagråd (Jurrrådet)
Foreningen for Borgerlige Jurister er derudover en social forening, hvor der arrangeres større og mindre aktiviteter, herunder årsfesten og Københavnertur, men også ugemøder med kaffe og kage.
Foreningen skiftede i 2014 navn til Foreningen for Borgerlige Jurister. 

## Seriøse Jurister
Seriøse Jurister (SJ) er en studenterforening for jurastuderende på Juridisk Institut ved Aarhus Universitet. Seriøse Jurister blev stiftet i 2001 og arbejder for at forbedre og optimere jurastuderendes forhold. Foreningen arrangerer såvel faglige som sociale arrangementer. Seriøse Jurister etablerede i 2005 De Jurastuderendes Retshjælp, der er en organisation af jurastuderende ved Aarhus Universitet, som tilbyder gratis retshjælp til private. Foreningen lader sig repræsentere ved de årlige valg til hhv. Det Juridiske Studienævn, Akademisk Råd ved Business and Social Sciences, Det Juridiske Fagråd (Jurrådet) og bestyrelsen for Aarhus Universitet. Seriøse Jurister er en frontgruppe under Djøf (Danmarks Jurist- og Økonomforbund).
Seriøse Jurister skiftede i 2014 navn til Liberale Jurister, men gik snart efter i opløsning. De Jurastuderendes Retshjælp eksisterer dog stadig.